# José Valenzuela
José Valenzuela est un boxeur américain né le 25 mai 1999 à Los Mochis au Mexique.

## Carrière
Passé professionnel en 2018, il devient champion du monde des poids super-légers WBA le 3 août 2024 en battant aux points Isaac Cruz.